# Premio Shōgakukan
El Premio de Manga Shōgakukan (小学館漫画賞, Shōgakukan manga shō, también conocido por su nombre inglés Shogakukan Manga Award) es uno de los premios más prestigiosos de Japón, que se otorga al mejor manga del año de diferentes categorías. Este premio se entrega anualmente desde 1955.

## Categorías
Las categorías de este premio son las siguientes:
- Infantil (児童向け部門 Jidō muke bumon?)
- Chicos (少年向け部門 Shōnen muke bumon?)
- Chicas (少女向け部門 Shōjo muke bumon?)
- General (一般向け部門 Ippan no muke bumon?)

Inicialmente, solo había una categoría. En 1976 se introdujo la categoría general. En 1980 se creó la categoría shōnen shōjo, hasta que en el año 1984 se separó. La categoría Infantil se introdujo en 1982. Hasta 1989 la categoría general se denominaba seinen.

## Ganadores
| Año  | General | Shōnen                                                                               | Shōjo                                                                                       | Kodomo (Infantil)                                                                                 |
| ---- | --- | ------------------------------------------------------------------------------------ | ------------------------------------------------------------------------------------------- | ------------------------------------------------------------------------------------------------- |
| 1955 | Pūtan, Noboru Baba                                                                                                   | n.d.                                                                                 | n.d.                                                                                        | n.d.                                                                                              |
| 1956 | Oyama no ka Bachan, Eijo Ishida                                                                                      | n.d.                                                                                 | n.d.                                                                                        | n.d.                                                                                              |
| 1957 | Manga Seminar on Biology y Bīko-chan, Osamu Tezuka                                                                   | n.d.                                                                                 | n.d.                                                                                        | n.d.                                                                                              |
| 1958 | Little Black Sambo y Shiaseno Ōji, Senba Tarō                                                                        | n.d.                                                                                 | n.d.                                                                                        | n.d.                                                                                              |
| 1959 | Korisu no Bokko, Jirō Tada Bonko-chan y Faichin-san, Toshiko Ueda (empate)                                           | n.d.                                                                                 | n.d.                                                                                        | n.d.                                                                                              |
| 1960 | n.d. | n.d.                                                                                 | n.d.                                                                                        | n.d.                                                                                              |
| 1961 | Science-kun no Sekai Ryokō, Reiji Aki                                                                                | n.d.                                                                                 | n.d.                                                                                        | n.d.                                                                                              |
| 1962 | Susume Roboketto y Tebukuro Tecchan, Fujiko Fujio                                                                    | n.d.                                                                                 | n.d.                                                                                        | n.d.                                                                                              |
| 1963 | Fight Sensei y Stop! Nii-chan, Hisashi Sekitani                                                                      | n.d.                                                                                 | n.d.                                                                                        | n.d.                                                                                              |
| 1964 | Osomatsu-kun, Fujio Akatsuka                                                                                         | n.d.                                                                                 | n.d.                                                                                        | n.d.                                                                                              |
| 1965 | Baki-chan to Ganta, Kazuo Maekawa                                                                                    | n.d.                                                                                 | n.d.                                                                                        | n.d.                                                                                              |
| 1966 | n.d. | n.d.                                                                                 | n.d.                                                                                        | n.d.                                                                                              |
| 1967 | Sabu to Ichitori Monohikae, Shōtarō Ishinomori                                                                       | n.d.                                                                                 | n.d.                                                                                        | n.d.                                                                                              |
| 1968 | Animal 1 y Inakabbe Taisho, Noboru Kawasaki                                                                          | n.d.                                                                                 | n.d.                                                                                        | n.d.                                                                                              |
| 1969 | Fire!, Hideko Mizuno                                                                                                 | n.d.                                                                                 | n.d.                                                                                        | n.d.                                                                                              |
| 1970 | Akira Gag Ojisan y Oya Baka Tengoku, Aki Ryuzan (empate)                                                             | n.d.                                                                                 | n.d.                                                                                        | n.d.                                                                                              |
| 1971 | Hana Ichimonme, Shinji Nagashima Minashigo Hutch, Tatsuo Yoshida (empate)                                            | n.d.                                                                                 | n.d.                                                                                        | n.d.                                                                                              |
| 1972 | To-chan no Kawaii Oyome-san y Hashire! Boro, Hiroshi Asuna                                                           | n.d.                                                                                 | n.d.                                                                                        | n.d.                                                                                              |
| 1973 | Otoko to Aho Kōshien y Deba to Batto, Shinji Mizushima                                                               | n.d.                                                                                 | n.d.                                                                                        | n.d.                                                                                              |
| 1974 | The Drifting Classroom, Kazuo Umezu                                                                                  | n.d.                                                                                 | n.d.                                                                                        | n.d.                                                                                              |
| 1975 | Golgo 13, Takao Saito                                                                                                | Mōto Hagio                                                                           | n.d.                                                                                        | n.d.                                                                                              |
| 1976 | Abu-san, Shinji Mizushima                                                                                            | Captain y Play Ball, Akio Chiba Ganbare Genki, Yū Koyama (empate)                    | n.d.                                                                                        | n.d.                                                                                              |
| 1977 | Notari Matsutarō, Tetsuya Chiba                                                                                      | Galaxy Express 999 y Senjo Manga Series, Leiji Matsumoto                             | n.d.                                                                                        | n.d.                                                                                              |
| 1978 | Haguregumo, George Akiyama                                                                                           | Dame Oyaji, Mitsutoshi Furuya                                                        | n.d.                                                                                        | n.d.                                                                                              |
| 1979 | Doza no Ippon Tsuri, Yusuke Aoyagi                                                                                   | To Terra... y Kaze to Ki no Uta, Keiko Takemiya                                      | To Terra... y Kaze to Ki no Uta, Keiko Takemiya                                             | n.d.                                                                                              |
| 1980 | Hakatakko Junjō y Gangaragan, Hōsei Hasegawa Jarinko Chie, Etsumi Haruki (empate)                                    | Urusei Yatsura, Rumiko Takahashi                                                     | Urusei Yatsura, Rumiko Takahashi                                                            | n.d.                                                                                              |
| 1981 | Sanchōme no Yūhi, Ryōhei Saigan                                                                                      | Dr. Slump, Akira Toriyama                                                            | Dr. Slump, Akira Toriyama                                                                   | Doraemon, Fujiko Fujio                                                                            |
| 1982 | Tsuri Baka Nikki, Jūzō Yamasaki y Ken'ichi Kitami                                                                    | Miyuki y Touch, Mitsuru Adachi                                                       | Miyuki y Touch, Mitsuru Adachi                                                              | Game Center Arashi y Kon'nichiwa! Mi-com, Mitsuru Sugaya                                          |
| 1983 | Hidamari no Ki, Osamu Tezuka                                                                                         | Musashi no Ken, Motoka Murakami                                                      | Kisshō Tennyo, Akimi Yoshida                                                                | Panku Ponk, Haruko Tachiiri                                                                       |
| 1984 | Human Crossing, Masao Yajima y Kenshi Hirokane                                                                       | Futari Daka y Area 88, Kaoru Shintani                                                | Yume no Ishibumi, Toshie Kihara                                                             | Kinnikuman, Yudetamago                                                                            |
| 1985 | Bokkemon, Takashi Iwashige                                                                                           | Hatsu Koi Scandal y Tobe! Jinrui II, Akira Oze                                       | Zenryaku: Milk House, Yumiko Kawahara                                                       | Asari-chan, Mayumi Muroyama                                                                       |
| 1986 | Oishinbo, Tetsu Kariya y Akira Hanasaki                                                                              | Ginga: Nagareboshi Gin, Yoshihiro Takahashi                                          | Yami no Purple Eye, Chie Shinohara                                                          | Ganbare! Kickers, Noriaki Nagai                                                                   |
| 1987 | Hotel y Manga Nihon Keizai Nyumon, Shōtarō Ishinomori                                                                | Just Meet y Fuyu Monogatari, Hidenori Hara                                           | Boyfriend, Fuyumi Soryo                                                                     | Tsuru Pika Hage Maru, Shinbo Nomura                                                               |
| 1988 | Tale of Genji, Miyako Maki                                                                                           | B.B., Osamu Ishiwata                                                                 | Fancy Dance, Reiko Okano                                                                    | Obochama-kun, Yoshinori Kobayashi                                                                 |
| 1989 | Yawara!, Naoki Urasawa                                                                                               | Ucchare Goshogawara, Tsuyoshi Nakaima                                                | Papa Told Me, Nanae Haruno                                                                  | Mari-chan series, Kimiko Uehara                                                                   |
| 1990 | F, Noboru Rokuda | Mobile Police Patlabor, Masami Yūki                                                  | Crest of the Royal Family, Hosokawa Chieko Hajime-chan ga Ichiban!, Taeko Watanabe (empate) | Amaizo! Dango, Moo. Nenbei                                                                        |
| 1991 | Kazoku no Shokutaku y Asunaro Hakusho, Fumi Saimon                                                                   | Ushio y Tora, Kazuhiro Fujita                                                        | Shin Call, Kazuko Fujita                                                                    | Dojji Donbei, Tetsuhiro Koshita                                                                   |
| 1992 | Okami-san, Ichimaru Miyamoto kara Kimi e, Hideki Arai (empate)                                                       | Ghost Sweeper Mikami, Takashi Shiina Yaiba, Gōshō Aoyama (empate)                    | Basara, Yumi Tamura                                                                         | n.d.                                                                                              |
| 1993 | Kaze no Daichi, Nobuhiro Sakata y Eiji Kazama                                                                        | YuYu Hakusho, Yoshihiro Togashi                                                      | Bara no Tame ni, Akemi Yoshimura                                                            | One More Jump, Michiyo Akaishi                                                                    |
| 1994 | Bokkō, Hideki Mori                                                                                                   | Slam Dunk, Takehiko Inoue                                                            | Baby y Me, Marimo Ragawa                                                                    | Ore wa Otoko Da! Kunio-kun, Kōsaku Anakubo                                                        |
| 1995 | Ron, Motoko Murakami Gallery Fake y Tarō, Fujihiko Hosono (empate)                                                   | Major, Takuya Mitsuda                                                                | Boys Over Flowers, Yōko Kamio                                                               | Kocchimuite! Miiko, Eriko Ono                                                                     |
| 1996 | Gekka no Kishi, Junichi Nōjō                                                                                         | Firefighter! Daigo of Fire Company M, Masahito Soda                                  | Kanon, Chiho Saitō                                                                          | Midori no Makibaō, Tsunomaru                                                                      |
| 1997 | Azumi, Yū Koyama | Ganba Fly High, Shinji Morisue y Hiroyuki Kikuta                                     | Ceres, Celestial Legend, Yuu Watase                                                         | Ninpen Manmaru, Mikio Igarashi                                                                    |
| 1998 | Aji Ichi Monme, Yoshimi Kurata                                                                                       | Project ARMS, Kyoichi Nanatsuki y Ryōji Minagawa                                     | Angel Lip, Kiyoko Arai                                                                      | n.d.                                                                                              |
| 1999 | n.d. | Monkey Turn, Katsutoshi Kawai Hikaru no Go, Yumi Hotta y Takeshi Obata (empate)      | Barairo no Ashita, Ryō Ikuemi                                                               | Taro the Space Alien, Yasunari Nadotoshi                                                          |
| 2000 | Monster, Naoki Urasawa                                                                                               | Detective Conan, Gōshō Aoyama Cheeky Angel, Hiroyuki Nishimori (empate)              | Red River, Chie Shinohara                                                                   | Seikimatsu Leader den Takeshi!, Mitsutoshi Shimabukuro                                            |
| 2001 | Heat, Buronson y Ryōichi Ikegami                                                                                     | InuYasha, Rumiko Takahashi                                                           | Kaguya hime, Reiko Shimizu Yasha, Akimi Yoshida (empate)                                    | Pukupuku Natural Circular Notice, Sayuri Tatsuyama                                                |
| 2002 | 20th Century Boys, Naoki Urasawa                                                                                     | Zatch Bell!, Makoto Raiku                                                            | Nana, Ai Yazawa Kaze Hikaru, Taeko Watanabe (empate)                                        | Korokke, Manabu Kashimoto                                                                         |
| 2003 | Dr. Koto Shinryojo, Takatoshi Yamada                                                                                 | Yakitate!! Japan, Takashi Hashiguchi Fullmetal Alchemist, Hiromu Arakawa (empate)    | Lovely Complex, Aya Nakahara                                                                | Mirmo!, Hiromu Shinozuka                                                                          |
| 2004 | Team Medical Dragon, Tarō Nogizaka y Akira Nagai                                                                     | Bleach, Tite Kubo                                                                    | Sunadokei, Hinako Ashihara Bokura ga Ita, Yūki Obata (empate)                               | Keroro Gunsō, Mine Yoshizaki Zettai Zetsumei: Dencharasuji Sansugoroku, Kazutoshi Soyama (empate) |
| 2005 | A Spirit of the Sun, Kaiji Kawaguchi Rainbow nisha rokubō no shichinin, George Abe y Masasumi Kakizaki (empate)      | Wild Life, Masato Fujisaki                                                           | Sonna ja nee yo, Kaneyoshi Izumi                                                            | Animal Alley, Ryō Maekawa                                                                         |
| 2006 | Bengoshi no Kuzu, Hideo Iura                                                                                         | Kekkaishi, Yellow Tanabe                                                             | 7 Seeds, Yumi Tamura                                                                        | Kirarin Revolution, An Nakahara                                                                   |
| 2007 | Kurosagi, Takeshi Natsuhara                                                                                          | Daiya no A, Yûji Terajima                                                            | Boku no Hatsukoi wo Kimi ni Sasagu, Kotomi Aoki                                             | Keshikasu-kun, Noriyuki Murase                                                                    |
| 2008 | Gaku: Minna no Yama, Shinichi Ishizuka                                                                               | Cross Game, Mitsuru Adachi                                                           | Black Bird, Kanoko Sakurakôji                                                               | Naisho no Tsubomi, Yuu Yabuchi                                                                    |
| 2009 | Shinya Shokudo, Abe Yaro                                                                                             | Sket Dance, Kenta Shinohara                                                          | Spiritual Princess, Nao Iwamoto                                                             | A Penguin´s Troubles, Nagai Yuji                                                                  |
| 2010 | Ushijima the Loan Shark, Shohei Manabe y Uchū Kyōdai, Chūya Koyama                                                   | King Golf, Ken Sasaki                                                                | Ōoku: The Inner Chamber, Fumi Yoshinaga                                                     | Yumeiro Pâtissière, Natsumi Matsumoto                                                             |
| 2011 | Sakamichi no Apollon, Yuki Kodama                                                                                    | Nobunaga Concerto, Ayumi Ishii                                                       | Pin to Kona, Ako Shimaki                                                                    | Inazuma Eleven, Yenya Yabuno                                                                      |
| 2012 | I Am a Hero, Kengo Hanazawa                                                                                          | Silver Spoon, Hiromu Arakawa                                                         | Piece – Kanojo no Kioku, Hinako Ashihara                                                    | Mysterious Joker, Hideyasu Takahashi                                                              |
| 2013 | Mogura no Uta, Noboru Takahashi                                                                                      | Magi: The Labyrinth of Magic, Shinobu Ohtaka                                         | Kanojo wa Uso o Aishisugiteru, Kotomi Aoki                                                  | Zekkyō Gakkyū, Emi Ishikawa                                                                       |
| 2014 | Asahinagu, Ai Kozaki Aoi Honō, Kazuhiko Shimamoto (empate)                                                           | Be Blues! ~Ao ni Nare~, Motoyuki Tanaka                                              | Joō no Hana, Kaneyoshi Izumi                                                                | Yo-Kai Watch, Noriyuki Konishi                                                                    |
| 2015 | Umimachi Diary, Akimi Yoshida Sunny, Taiyo Matsumoto                                                                 | Haikyū!!, Haruichi Furudate                                                          | Ore Monogatari!!, Kazune Kawahara y Aruko                                                   | Usotsuki! Gokuō-kun, Makoto Yoshimoto                                                             |
| 2016 | Blue Giant, Shinichi Ishizuka Juuhan Shuttai!, Naoko Matsuda                                                         | Mob Psycho 100, ONE                                                                  | 37.5°C no Namida, Chika Shiina                                                              | Ijime Series, Kaoru Igarashi                                                                      |
| 2017 | Koi wa Ameagari no You ni, Jun Mayuzuki Kuubo Ibuki, Kaiji Kawaguchi y Osamu Eya                                     | The Promised Neverland, Kaiu Shirai y Posuka Demizu                                  | Omoi, Omoware, Furi, Furare, Io Sakisaka                                                    | PriPri Chii-chan!!, Hiromu Shinozuka                                                              |
| 2018 | Hibiki: Shōsetsuka ni Naru Hōhō, Mitsuharu Yanamoto Kenkō de Bunkateki na Saitei Gendo no Seikatsu, Haruko Kashiwagi | Dr. Stone, Riichiro Inagaki y Boichi                                                 | Suteki na Kareshi, Kazune Kawahara                                                          | Age 12, Nao Maita                                                                                 |
| 2019 | Aoashi, Yūgo Kobayashi y Naohiko Ueno Kaguya-sama: Love is War, Aka Akasaka (empate)                                 | Maiko-san chi no Makanai-san, Aiko Koyama                                            | Nagi no Oitoma, Misato Konari                                                               | Neko, Hajimemashita, Konomi Wagata                                                                |
| 2020 | Dead Dead Demon's Dededede Destruction, Inio Asano Hakozume: Kōban Joshi no Gyakushū, Miko Yasu (empate)             | Teasing Master Takagi-san, Sōichirō Yamamoto Chainsaw Man, Tatsuki Fujimoto (empate) | Yuzuki-san Chi no Yon-Kyōdai, Shizuki Fujisawa                                              | Duel Masters, Shigenobu Matsumoto The Magic of Chocolate, Rino Mizuho (empate)                    |
| 2021 | Nigatsu no Shōsha, Shiho Takase Misuteri to Iu Nakare, Yumi Tamura (empate)                                          | Komi-san wa, Komyushō desu., Tomohito Oda                                            | Kieta Hatsukoi, Wataru Hinekure y Aruko                                                     | n.d.                                                                                              |
| 2022 | Medalist, Tsurumaikada                                                                                               | Yofukashi no Uta, Kotoyama Ao no Orchestra, Makoto Auki (empate)                     | Ashita, Watashi wa Dareka no Kanojo, Hinao Wono                                             | Ui × Kon, Minori Kurosaki                                                                         |